# Anders Johan Fahlcrantz
Anders Johan Fahlcrantz, född 21 september 1804 i Hedemora, Kopparbergs län,  död  31 augusti 1870 i Hedemora stadsförsamling
, var en svensk rådman, riksdagsledamot och politiker.

## Biografi
Anders Johan Fahlcrantz föddes 1804. Han blev 1856 rådman i Hedemora. Han avled 1870.
Fahlcrantz var riksdagsledamot för borgarståndet i Hedemora vid riksdagen 1847–1848 och riksdagen 1862–1863.